# Ordgarius monstrosus
Espèce
Ordgarius monstrosus est une espèce d'araignées aranéomorphes de la famille des Araneidae.

## Distribution
Cette espèce est endémique du Queensland en Australie.

## Publication originale
- Keyserling, 1886 : Die Arachniden Australiens. Nürnberg, vol. 2, p. 87-152 (texte intégral).